# المدينة والمدينة
المدينة والمدينة هي رواية للكاتب البريطاني تشاينا ميفيل نشرت لأول مرة في 15 مايو 2009.